# Nathalie Kuperman
Nathalie Kuperman (née en 1963 à Paris) est une auteure française de littérature générale et de littérature jeunesse.

## Biographie
Nathalie Kuperman est née en 1963. Elle vit à Paris où elle écrit des romans, des livres pour enfants et adolescents,, ainsi que des scénarios de bandes dessinées ou de pièces radiophoniques pour France Culture. Elle a également été rédactrice pour le groupe de presse jeunesse Fleurus presse, qui, à la suite de sa revente en 2009 et de son licenciement, lui a inspiré en 2010 son roman Nous étions des êtres vivants,. Elle a ensuite été éditrice aux éditions de l'Olivier.

### Années 1990 et 2000
Son premier roman Le Contretemps est publié en 1993. L'ouvrage est, selon le magazine Le Matricule des anges, un « roman d’une grande lucidité sur l’amour, ses rouages et son quotidien. »
En 2000 paraît chez Gallimard son roman  Rue Jean-Dolent, la « rue qui mène à la maison d’arrêt de la Santé. Là est incarcéré Pierre, le compagnon de Marianne, la narratrice. » Pour Le Matricule des anges, « Les mots simples de Nathalie Kuperman disent sans fioritures le long et douloureux apprentissage de celle qui est « dehors », mais qui deux fois par semaine pénètre dans le monde clos de la prison pour visiter son « homme ». (...) Rue Jean-Dolent nous montre l’autre côté du miroir. L’histoire banale et douloureuse de ceux qui restent, obligés de faire comme si de rien n’était alors que tout a changé ».
En 2001, Tu me trouves comment ? « relate le mal être de Cyrille, adolescente de 14 ans. Avec son acuité habituelle, l’auteur passe en revue les bleus à l’âme de son personnage, entre des parents divorcés, une scolarité médiocre, un premier amour déçu et un corps à apprivoiser », selon Le Matricule des anges.
Elle publie en 2004 ses premiers romans jeunesse aux éditions l'Ecole des loisirs, qui restera son principal éditeur jeunesse. Dans Les Signes, « elle aborde des sujets comme le divorce ou les troubles obsessionnels compulsifs (TOC) », à travers Blanche, une enfant de 11 ans, qui s'accroche aux « signes », aux « petites superstitions du quotidien ».
J'ai renvoyé Marta en 2005 se penche sur l'embauche d'une femme de ménage, dont « l’arrivée au sein de cette famille recomposée va bouleverser l’apparent et fragile équilibre du foyer », selon Les Carnets du Loir. 
Pour Thomas B. Reverdy, « Nathalie Kuperman excelle dans les « mauvais sentiments », les désirs honteux qu'on se dissimule à soi-même et qu'on finit par exécuter comme en rêve, en catimini de sa propre conscience. » Il ajoute : « Les circonvolutions de la langue qui naissent, non pas quand les mots ne savent plus dire le monde, mais lorsque le monde, perdant son sens dans la douleur ou dans la mort, nécessite soudain qu'on se mette à tourner autour de lui pour le redresser, chercher dans ses décombres le puzzle à venir, Nathalie Kuperman sait les manier avec un courage et une obstination admirables. »
Dans son roman jeunesse Pas un mot, en 2006, « Agathe raconte son glissement vers l’introversion puis l’aphasie et comment elle devient le souffre-douleur de Nicolas, son camarade de classe. Le roman alterne entre l’univers familial et l’école, les deux lots quotidiens de la jeune adolescente en souffrance », selon la critique du magazine Le Matricule des anges. Pour le site Ricochet, « Avec délicatesse et sensibilité, Nathalie Kuperman rappelle ici le pouvoir du silence, des mots et des rencontres et l'importance de dénouer ses conflits intérieurs. »
Petit déjeuner avec Mick Jagger est publié en 2008. « Par petites touches, dans un monologue serré qui traque la fiction dans la « vraie vie » (et réciproquement), Nathalie Kuperman livre l'autoportrait bouleversant d'une femme dont la vie sexuelle est, à jamais, « complètement détraquée » », selon L'Obs.

### Années 2010
Nathalie Kuperman a également travaillé pour un « groupe de presse jeunesse », Fleurus presse, et, comme relaté dans un article du magazine Télérama en 2010, elle « vivait depuis des mois le choc de la revente de ce groupe à un homme d'affaires sans scrupules, ni exigence éditoriale. » Cette expérience lui inspire l'écriture du roman Nous étions des êtres vivants, publié en 2010. « Au bout de deux ou trois personnages - tous fictifs -, l'idée de mettre en scène « le chœur » des salariés de l'entreprise lui vient naturellement, et le roman se compose à la manière d'une tragédie antique. » Pour la critique de Télérama, « Le roman se distingue par la sensibilité de son œil, la justesse de ses détails. Sans effets, par le seul jeu des mots et des voix, la violence de l'événement explose. Et la colère. Et la révolte. En permettant d'approcher au plus intime de ses protagonistes, en leur donnant une voix, Nathalie Kuperman va à l'essentiel : ils étaient des êtres vivants. ». Le roman est sélectionné pour le  Prix des libraires 2011.
Durant les années 2010, elle écrit également des pièces radiophoniques pour France Culture.
Son roman Les Raisons de mon crime est publié en 2012. Le roman évoque l'alcoolisme, et « elle l'aborde frontalement, sans jugement ni misérabilisme, aidée par la puissance d'un humour détonant, noir et gouailleur - une des grandes forces de son livre. (...) Motif d'exclusion, de ruptures, de deuils, l'alcool est ici surtout la constante d'une généalogie éthylique où se lit la force terrifiante du lien filial », selon le journal Le Monde, qui ajoute que l'ouvrage est un « percutant et bouleversant roman d'amour, de vie, de retrouvailles où l'intime et le social jouent constamment à cache-cache entre réel et fiction. » Pour Télérama, « son livre est bouleversant de violence et de tendresse. Ses personnages, magnifiques d'ambiguïté. Ses mots ne consolent pas, ils réveillent. Crus. Aigus. Infiniment justes. »
La même année, le roman est sélectionné pour le  Prix France Culture-Télérama, et il est lauréat du Prix de la Closerie des Lilas.

En 2012 encore, elle indique : 

« J'aime être surprise par l'écriture. La bonne idée est ma pire ennemie ! Lorsque j'en ai une ou que d'emblée je vois comment le livre va s'articuler, j'ai aussitôt le sentiment de débuter un devoir d'écolière. Une sorte de devoir pour être à la hauteur de cette bonne idée. C'est terrible. Je ne sais combien de romans j'ai commencés ainsi avant de les abandonner aussitôt parce que l'idée prenait le dessus sur l'écriture. »

En 2014 est publié La Loi sauvage, roman autour d'une mère qui élève seule sa fille de 10 ans. Selon le journal Libération : « Derrière sa fille, il y a elle au même âge. Une élève qui bavardait pour se voir enfin dans le regard des autres. » La critique de Télérama écrit : « Nathalie Kuperman pousse les situations à leur paroxysme, joue aux frontières du réalisme, jusqu'au burlesque, avec le talent qu'on lui connaît, provoquant le rire pour désamorcer la violence dévastatrice qu'elle met en scène. Cette violence si commune, de l'injure, de la stigmatisation, de l'humiliation, qui nous marque pour toujours. Loi sauvage des relations sociales, inhumaine et banale. » Le journal Libération mentionne : « Le cheminement psychologique peut paraître sommaire, pas le bouleversant débat intérieur, d'une violence limite, d'une force acérée, où la maîtrise d'un écrivain parvient à transmettre et à universaliser l'expérience ». L'ouvrage est sélectionné la même année pour le Prix Médicis.
Elle coécrit son premier scénario de fiction, avec Raphaëlle Roudaut et la réalisatrice Virginie Wagon, pour le téléfilm Harcelée, réalisé en 2016. Elles sont toutes les trois récompensées au Festival de la fiction TV de La Rochelle 2016 pour le Meilleur scénario. 
Dans son roman jeunesse La première fois que je suis tombée amoureuse en 2017, « Nathalie Kuperman agite avec humour et tendresse le parcours de la combattante du premier amour. (...) C’est drôle, juste, toujours à la bonne distance, la phrase est piquante, le ton est à la comédie sans jamais tourner à la dérision. L’auteur explique dans une postface qu’elle s’est inspirée de sa propre histoire. (...) Et confie que le sentiment amoureux a été pour elle le déclencheur de l’écriture », selon Télérama. L'auteure réécrira le roman, édité en 2022 sous le titre Amoureuse.
Je suis le genre de fille, publié en 2018, est un roman qui évoque les volontés d' « oser dire non, enfin, tenir le cap de ses décisions, affronter les aléas de la comédie sociale. Ne plus être le genre de fille qui s’excuse d’être là, arrangeante et timide, persuadée d’être moins brillante que les autres (...). Le lecteur se reconnaît sans cesse dans ce portrait désarmant de franchise qui est aussi celui de l’époque et de ses névroses, de ses masques et de sa violence. On sourit, on éclate de rire même, souvent, jusqu’au moment où les larmes viennent aux yeux. C’est toute l’élégance et le talent de Nathalie Kuperman de marier si bien légèreté et gravité », selon Télérama.

### Années 2020
En 2021 est publié son roman On était des poissons, qui explore une relation entre une mère et sa fille de 11 ans, durant des vacances au bord de la mer, dans le Var. Pour le magazine Télérama : « C’est aux côtés de la fillette que se place la romancière, et c’est à travers ses yeux, sa sensibilité, son incompréhension et sa peur grandissantes que l’on observe le dérèglement du comportement d’Alice, femme séductrice et imprévisible, meurtrie et vulnérable, bientôt mère agressive et blessante — comme si le retour dans ce biotope originel lui faisait métaboliser ses douleurs et ses failles en cruauté, en haine. » Pour  L'Obs, il s'agit d' « un livre ardent et violent, par une romancière qui explore depuis longtemps la question du deuil. » Pour le journal Libération : « Ce roman démonte jusqu'à l'hystérie la relation fusionnelle et destructrice qui peut lier deux êtres qui s'aiment le plus au monde. Curieusement, de cette douloureuse incapacité à l'harmonie s'échappe une forme de poésie. » Le roman est sélectionné pour le Prix Jean-Freustié 2021.
Amoureuse, roman ado, est publié en avril 2022. Il s'agit de la réécriture de son roman jeunesse La première fois que je suis tombée amoureuse, publié en 2017. Pour Télérama : « On rit beaucoup aux péripéties multiples de ce chemin exaltant autant que chaotique du premier amour. Écrit à la première personne d’un singulier à la langue bien pendue, au plus près d’une expérience toujours unique quoique vieille comme le monde, incarné par une voix très juste, contemporaine, piquante et savoureuse, Amoureuse parlera à tous les adolescents débutants, filles aussi bien que garçons. »

## Œuvres

### Romans
- Le Contretemps[9], Éditions du Griot, 1993 ; réédition Le Serpent à Plumes, collection Motif, 1999  (ISBN 978-2-84261-128-6) Roman réécrit et édité sous le même titre en 2012 aux Éditions des Busclats.
- Rue Jean-Dolent[10], Paris, Éditions Gallimard, coll. « Blanche », 2000, 147 p. (ISBN 978-2-07-075810-4)
- Tu me trouves comment ?[11], Paris, Éditions Gallimard, coll. « Blanche », 2001, 176 p. (ISBN 978-2-07-076134-0)
- J'ai renvoyé Marta, Paris, Éditions Gallimard, coll. « Blanche », 2005, 156 p. (ISBN 978-2-07-077453-1) ; Folio, 2007
- Petit éloge de la haine, Paris, Éditions Gallimard, coll. « Folio 2€ », 2008, 128 p. (ISBN 978-2-07-034837-4)
- Petit déjeuner avec Mick Jagger[16], Paris, Éditions de l'Olivier, coll. « Figures libres », 2008, 120 p. (ISBN 978-2-87929-621-0) ; Points Seuil, 2010
- Nous étions des êtres vivants[7],[8], Paris, Éditions Gallimard, coll. « Blanche », 2010, 208 p. (ISBN 978-2-07-012753-5) ; Folio, 2012
- Hannah ou L'instant mort, dessins de Romina Pelagatti, Noviny 44, 2010
- Les Raisons de mon crime[18], Paris, Éditions Gallimard, coll. « Blanche », 2012, 240 p. (ISBN 978-2-07-013505-9) ; Folio, 2013  Prix de la Closerie des Lilas 2012[20].
- Le Contretemps, réécriture du roman paru en 1993, Paris, Éditions des Busclats, 2012, 116 p.  (ISBN 978-2-36166-012-3)
- La Loi sauvage[21],[22], Paris, Gallimard, 2014, 208 p.  (ISBN 978-2-07-014613-0)
- Je suis le genre de fille[25], Paris, Flammarion, 2018  (ISBN 978-2-08-141747-2)
- On était des poissons[26],[29],[28], Flammarion, 2021

### Théâtre
- C'est le principe, pièce publiée dans Le meilleur des mondes : huit pièces courtes, collectif, avec Nina Bouraoui, Sedef Ecer, Anne Giafferi et al., L'Avant-scène théâtre, 2014 C'est le principe, pièce écrite pour le Paris des Femmes, mise en scène de Michel Vuillermoz, Théâtre des Mathurins, 2015.

### Pour la jeunesse
- Nathalie Kuperman (ill. Robert Scouvart), Les Vilains Mots de Crapeluche, Paris, Éditions Fleurus, 1995
- Nathalie Kuperman (ill. Sophie Montmoulineix), Panique à la plage !, Toulouse, France, Éditions Milan, coll. « Jeunesse », 1995
- Nathalie Kuperman (ill. Serge Ceccarelli), Concours de beauté à Bouillatrouille, Paris, Éditions Fleurus, 1999
- Nathalie Kuperman (ill. Serge Ceccarelli), Clochemine et la formule magique, Paris, Éditions Fleurus, 2000
- Nathalie Kuperman (ill. Évelyne Rivet), Une sacrée bavarde, Paris, Éditions Pocket jeunesse, 2002, 60 p. (ISBN 978-2-266-12273-3)
- Nathalie Kuperman, Les Signes[13], Paris, Éditions l'École des Loisirs, 2004, 138 p. (ISBN 978-2-211-07589-3)
- Nathalie Kuperman (ill. Pascale Bougeault), Attention, fou rire, Paris, Éditions l'École des Loisirs, 2004, 48 p. (ISBN 978-2-211-07554-1)
- Nathalie Kuperman (ill. Jean-Luc Englebert), Cinq sorcières, Paris, Éditions l'École des Loisirs, 2005, 78 p. (ISBN 978-2-211-07815-3)
- Nathalie Kuperman, Je suis méchant, Paris, Éditions l'École des Loisirs, 2005, 107 p. (ISBN 978-2-211-07867-2)
- Nathalie Kuperman (ill. Dorothée de Monfreid), C'est normal !, Paris, Éditions l'École des Loisirs, 2005, 62 p. (ISBN 978-2-211-07964-8)
- Nathalie Kuperman (ill. Audrey Poussier), Carlotta et les monstres, Paris, Éditions l'École des Loisirs, 2006, 44 p. (ISBN 978-2-211-08398-0)
- Nathalie Kuperman, Vol, Paris, Éditions l'École des Loisirs, 2006, 138 p. (ISBN 978-2-211-08324-9)
- Nathalie Kuperman (ill. Kitty Crowther), Pas un mot[14],[15], Paris, Éditions l'École des Loisirs, 2006, 76 p. (ISBN 978-2-211-08539-7)
- Nathalie Kuperman, L’Heure bleue, Paris, Éditions l'École des Loisirs, 2007, 95 p. (ISBN 978-2-211-08922-7)
- Nathalie Kuperman (ill. Soledad Bravi), Mensonges et vérité, Paris, Éditions l'École des Loisirs, 2007, 83 p. (ISBN 978-2-211-08886-2)
- Nathalie Kuperman (ill. Anaïs Vaugelade), Le Cauchemar qui voulait devenir pianiste, Paris, Éditions l'École des Loisirs, 2007, 68 p. (ISBN 978-2-211-08704-9)
- Collectif, Francesca, Juke-box, Paris, Éditions l'École des Loisirs, 2007, 223 p. (ISBN 978-2-211-08615-8)- Textes de Kéthévane Davrichewy, Marie Desplechin, Christophe Honoré, Chloé Mary, Nathalie Kuperman, Martin Page
- Nathalie Kuperman, Caroline et Cornélia, Paris, Éditions l'École des Loisirs, 2008, 63 p. (ISBN 978-2-211-09173-2)
- Nathalie Kuperman (ill. Audrey Poussier), Carlotta et le poisson d'argent, Paris, Éditions l'École des Loisirs, 2008, 36 p. (ISBN 978-2-211-09276-0)
- Nathalie Kuperman (ill. Anaïs Vaugelade), Punie !, Paris, Éditions l'École des Loisirs, 2009, 78 p. (ISBN 978-2-211-09724-6)
- Nathalie Kuperman, La liberté est une poussière d'étoiles, Paris, Éditions l'École des Loisirs, 2011, 88 p. (ISBN 978-2-211-20372-2)
- Nathalie Kuperman (ill. Dorothée de Monfreid), Sacrée Kornebik, Paris, Éditions l'École des Loisirs, 2011, 69 p. (ISBN 978-2-211-20451-4)
- Nathalie Kuperman, Le garçon qui aimait deux filles qui ne l’aimaient pas, Paris, Éditions l'École des Loisirs, 2013, 112 p. (ISBN 978-2-211-21411-7)
- Ma mère est partout, ill. Aurélie Guillerey, L'École des loisirs, coll. Mouche, 2013
- Un monstre est entré dans ma vie[2], ill. Louis Thomas, L'École des loisirs, coll. Mouche, 2014
- La première fois que je suis tombée amoureuse[3], PlayBac, 2017 Roman réécrit et édité sous le titre Amoureuse[4] en 2022 aux éditions École des loisirs.
- série  Zélie et Poison, avec Amélie Graux, Gallimard jeunesse, depuis 2016
- Amoureuse[4], l'École des loisirs, 2022 Nouvelle version de son roman La première fois que je suis tombée amoureuse[4] publié en 2017 aux éditions PlayBac.

### Scénarios
Scénarios de bandes dessinées
- Olga in "Les P'tites Sorcières"  (ISSN 1280-3979)
- Les bobards d’Hubert in "Je lis des histoires vraies"  (ISSN 1168-7509)

Scénarios de pièces radiophoniques
- Le Fil, « Micro fiction » – France Culture, 2011
- Série Grand ménage, « Micro fictions » – France Culture, 2011
- Trois histoires absurdes et méchantes, « L’atelier fiction », réalisation de Jean-Matthieu Zahnd – France Culture, 2012
- Grande entreprise, réalisation de Jean-Matthieu Zahnd[31], « Perspectives contemporaines » – France Culture
- La Plainte, « Mauvais genre » – France Culture
- Trois couples en vacances avec enfants, « Perspectives contemporaines » – France Culture
- Rendez-moi ma colère, « Histoire d’écoute » – France Culture
- Les cris du village, « Histoire d’écoute » – France Culture
- Nous sommes riches, « Fiction 30 » – France Culture
- Paul et Paula,  « Fiction 30  » – France Culture
- Série, Je meurs dix fois par jour, « La vie moderne », réalisation de Jean-Matthieu Zahnd – France Culture, 2016
- Le bon côté des choses, « Fiction / Imagine 2020 » – France Culture, 2020

Scénarios de films
- Harcelée, téléfilm de Virginie Wagon (2016)

## Prix et distinctions
- 2010 : Sélection Prix Page des libraires[32]  pour Nous étions des êtres vivants
- 2011 : 
  - Prix printemps du roman[33] du Forum du livre de Saint-Louis  pour Nous étions des êtres vivants
  - Sélection Prix des libraires[17] pour Nous étions des êtres vivants
- 2012 
  - Prix de la Closerie des Lilas[20] pour Les Raisons de mon crime
  - Sélection Prix France Culture-Télérama[19] pour Les Raisons de mon crime
- 2014 : Sélection Prix Médicis[23] pour La Loi sauvage
- 2016 : Meilleur scénario conjointement avec Raphaëlle Roudaut et Virginie Wagon pour le téléfilm Harcelée au Festival de la fiction TV de La Rochelle[24]
- 2021 : Sélection Prix Jean-Freustié[30] pour On était des poissons

## Adaptations de son œuvre
Au théâtre
- Les Signes, d'après son roman jeunesse éponyme publié en 2004, Mélimélo Fabrique[12], Haute-Marne, 2016
- La Loi sauvage[34], d'après son roman éponyme publié en 2014, adaptation de Rachel Arditi, avec Justine Heynemann, 2016

### Lecture critique
- Véronique Rossignol, « Une gentille fille. Avant-portrait de Nathalie Kuperman », LIvres-Hebdo, n°829, 20 août 2010, p. 79
- Collectif, Nathalie Kuperman, numéro 11 des Carnets du loir consacré à Nathalie Kuperman sur le site des Filles du loir, avril 2012
- Cécile Huysman, « Une économie de la déchéance chez Nathalie Kuperman et Delphine de Vigan », Études françaises, vol. 59, no 1,‎ 2023, p. 121-138 (lire en ligne)